# Lilla Edet-Posten
Lilla Edet-Posten var en politiskt obunden tidning i Lilla Edet, grundad 1927.
Lilla Edet-Posten var sedan 1941 en avläggare till Trollhättans Tidning.
Sedan 4 december 2004 är Trollhättans Tidning och Elfsborgs Läns Allehanda sammanslagna till en ny sexdagarstidning med namnet TTELA, där Lilla Edet är en av de geografiska sektionerna varje dag.